# Трофимук, Андрей Алексеевич
Андре́й Алексе́евич Трофиму́к (бел. Андрэй Аляксеевіч Трафімук; 3 [16] августа 1911, Федьковичи, Кобринский уезд, Гродненская губерния, Российская империя — 24 марта 1999, Новосибирск, Новосибирская область, Россия) — советский и российский учёный в области геологии и разведки нефтяных и газовых месторождений, доктор геолого-минералогических наук, академик АН СССР (1958), Герой Социалистического Труда (1944). Лауреат двух Сталинских премий первой степени. Сыграл выдающуюся роль в освоении «Второго Баку», основал Институт геологии и геофизики СО АН СССР в Новосибирске, где был его директором.
Гражданская позиция А. А. Трофимука не позволила принять орден «За заслуги перед Отечеством», которым он был награждён по указу президента Российской Федерации в феврале 1998 года, в знак несогласия с политикой государства по отношению к своим гражданам.

## Биография
Родился 3 (16) августа 1911 в деревне Федьковичи, Гродненская губерния, Российская империя (ныне Жабинковский район, Брестская область, Белоруссия).

### Образование
В 1927 году окончил семилетнюю школу-интернат в Славгороде. В 1929 году окончил среднюю школу в Казани.
С 1929 года учился на геологическом факультете Казанского государственного университета. Одновременно с 1930 года трудился начальником научно-исследовательской партии, занимавшейся изучением железных руд и бокситов Урала.
После окончания университета в 1933 году заочно обучался в аспирантуре Казанского университета. В 1938 году защитил кандидатскую диссертацию «Нефтеносные известняки Ишимбаево».
В 1949 году защитил докторскую диссертацию «Нефтеносность палеозоя Башкирии».

### Второй Баку
В 1930 году — начальник научно-исследовательской партии (изучение железных руд и бокситов Урала).
После окончания университета и поступления в аспирантуру (1933 год) добился перевода на работу в Башкирию, где в те годы были открыты первые нефтяные месторождения. Здесь он прошёл путь от старшего геолога до главного геолога треста Ишимбайнефть. Уже в первые годы работы на производстве он провёл комплексное изучение нефтяных месторождений Ишимбаевского района и выявил рифогенную природу ловушек. В кандидатской диссертации «Нефтеносные известняки Ишимбаево» А. А. Трофимук доказал необходимость поисков в Приуралье нефтяных месторождений нового типа (1938 год).
в 1933 году — технорук, старший геолог, научный руководитель Центральной научно-исследовательской лаборатории треста «Востокнефть» (Уфа).
В 1940—1942 годах — главный геолог треста «Ишимбайнефть».
С началом войны потребность в нефти резко возросла, а вывоз её из Азербайджана был затруднён, так как немецкая армия дошла до Волги и Северного Кавказа. Вопреки сомнениям многих опытных исследователей, А. А. Трофимук настоял начать бурение скважин в Карлинско-Кинзебулатовской зоне брахиантиклинальных складок. Первые скважины показали отсутствие пород-коллекторов и многие видные геологи настаивали на прекращении бурения. Однако Трофимук обосновал наличие коллекторов трещинного типа в пермских отложениях. В 1943 году была обнаружена нефть. А. А. Трофимук обосновал поисковое бурение на девонскую нефть и в 1944 году на Туймазинской площади было открыто большое месторождение нефти, в 1946 году — Бавлинское и другие месторождения. Под руководством А. А. Трофимука было открыто уникальное для того времени высокодебитное месторождение в трещиноватых аргиллитах — Кинзебулатовское. 26 сентября 1944 года в породах девона было обнаружено гигантское Туймазинское месторождение нефти. Это было выдающееся достижение геологов героического военного времени, показавшее, что Волго-Уральская нефтегазоносная провинция является одной из крупнейших в мире. Открытия военных лет и широкое применение новых для того времени технологий вскрытия и испытания нефтегазоносных горизонтов (соляно-кислотная обработка известняков, законтурное и внутриконтурное заводнение) позволили резко увеличить добычу нефти, столь необходимой для страны в суровые годы войны, и обеспечить наши танки и авиацию нефтепродуктами для победоносных операций Советской Армии.
Указом Президиума Верховного Совета СССР «О присвоении звания Героя Социалистического Труда работникам нефтяной промышленности» от 24 января 1944 года за «выдающиеся заслуги в деле увеличения добычи нефти, выработки нефтепродуктов, разведки новых нефтяных месторождений и бурения нефтяных скважин» удостоен звания Героя Социалистического Труда с вручением ордена Ленина и медали «Золотая Звезда».
После опубликования Указа газета «Советская Башкирия» поместила интервью с Трофимуком:

— Одна мысль занимала нас — сделать всё возможное для помощи фронту, для быстрейшего разгрома врага, — говорил он. — В ответ на высокую награду все свои силы, все свои знания и опыт я отдам делу выявления богатства Родины, умножения её славы и мощи.
Всего Андрей Алексеевич прожил в БАССР 16 лет. «16 лет — это были лучшие годы в моей жизни — я трудился в Башкирии, — вспоминал потом Андрей Алексеевич». Советская писательница М. С. Шагинян, побывавшая в Ишимбае в 1946 году так описывала встречу с Андреем Алексеевичем:

 … навстречу нам встаёт тот, кто вызвал из-под земли весь этот город, — молодой невысокий человек с прямыми, карими, без блеска глазами и упрямым подбородком — главный геолог треста «Башнефть», Герой Социалистического Труда А. А. Трофимук.

У него тихий, убедительный голос человека, верящего, что слушатель сам с мозгами и ему не надо доказывать то, что само собой ясно, голос типичного практика…

### Министерство
После защиты докторской диссертации (1949) в 1950 году возглавил геологическую службу Министерства нефтяной промышленности СССР. Под его руководством были открыты новые месторождения нефти в Татарии, на Украине и в других регионах. Одновременно он продолжал научные исследования и в 1953 году был избран членом-корреспондентом АН СССР. В годы работы в Министерстве нефтяной промышленности А. А. Трофимук начал заниматься проблемами поисков нефти и газа в Сибири. Ещё в 1951 году А. А. Трофимук возглавил Правительственную комиссию по оценке перспектив нефтегазоносности северных районов Красноярского края и Якутии. В 1952 году он предпринял активные меры для усиления нефтегазопоисковых работ в Западной и Восточной Сибири.<
В 1950—1953 годах — главный геолог Главнефтеразведки Миннефтепрома СССР; член-корреспондент АН СССР (1953).

В 1955—1957 годах — директор Всесоюзного нефтегазового НИИ (Москва).

### Новосибирск
В 1957 году А. А. Трофимук по приглашению академика М. А. Лаврентьева одним из первых академиков переехал в Новосибирск, оставив директорскую должность в институте, им основанном. А. А. Трофимук стал выдающимся организатором научной деятельности, организации нового научного центра. На протяжении десятилетий он вместе с М. А. Лаврентьевым, Г. И. Марчуком, В. А. Коптюгом создавал удивительный центр отечественной и мировой науки, каким с самого основания стало Сибирское отделение АН СССР, заботился о формировании научных центров этого отделения в Иркутске, Кемерове, Красноярске, Томске, Тюмени, Улан-Удэ, Якутске. Работая в Новосибирске, убедительно доказал необходимость поиска нефти в недрах Западной Сибири, практически способствовал открытию новых нефтяных провинций и горизонтов на Крайнем Севере, в Восточной Сибири, в Якутии, таких как Уренгойское и Самотлорское, Фёдоровское и Медвежье, Ямбургское и Правдинское месторождения. Неоценим вклад А. А. Трофимука в научное обоснование нефтегазоносности Сибирской платформы и особенно Лено-Тунгусской провинции. Со своими учениками и единомышленниками он доказал промышленную продуктивность древнейших на планете докембрийских нефтегазоносных толщ и предложил широкомасштабную программу освоения открытых (Юрубчено-Тохомское, Среднеботуобинское, Верхнечонское и другие) и прогнозируемых крупных и гигантских месторождений.
В 1968 г. пять новосибирских учёных-геологов, включая Трофимука, направили в Союз писателей письмо, в котором обвинили Александра Галича в оппозиционной направленности песен и нападках на членов Союза писателей, участвовавших в кампании против Пастернака. В заключении письма с антисемитским подтекстом предлагалось «развенчать «мучеников» от литературы и поэзии, снять с них терновый венец, ставший тёпленькой ермолкой».
В 1957—1988 годах — директор Института геологии и геофизики СО АН СССР.

В 1958 году избран действительным членом АН СССР.

В 1958—1988 годах — заместитель, первый заместитель председателя СО АН СССР.

В 1960 году — профессор Новосибирского университета.

В 1988—1999 годах — советник Президиума АН СССР.

В 1988 году — Почётный директор ИГГ СО АН СССР (с 1990 — Объединённый институт геологии, геофизики и минералогии СО РАН).
Депутат Верховного Совета РСФСР 6—10 созывов (1963—1990)
Скончался 24 марта 1999 года. Похоронен в Новосибирске на Южном (Чербузинском) кладбище.

## Награды, премии и звания
- Герой Социалистического Труда (январь 1944 года)
- Сталинская премия первой степени (1946) — за открытие месторождений девонской нефти
- Сталинская премия первой степени (1950) — за разработку и осуществление законтурного заводнения Туймазинского месторождения
- Государственная премия Российской Федерации в области науки и техники за научное обоснование и открытие нефтегазоносности докембрия Сибирской платформы (1994)[6]
- 6 орденов Ленина (24.01.1944; 08.05.1948; 29.04.1967; 17.09.1975; 14.08.1981; 20.08.1986)
- орден Октябрьской Революции (12.08.1971)[7]
- орден Трудового Красного Знамени (19.03.1959; 16.08.1961[8],19??)
- орден «За заслуги перед Отечеством» IV степени (23.02.1998)[9] (отказался получать от президента РФ Б. Н. Ельцина, в знак протеста против проводимой им политики)[10]
- медаль «За трудовую доблесть»
- медаль «За доблестный труд в Великой Отечественной войне 1941—1945 гг.»
- медаль «За доблестный труд в ознаменование 100-летия со дня рождения В. И. Ленина»
- медаль «За освоение недр и развитие нефтегазового комплекса Западной Сибири»
- медаль «Ветеран труда»
- юбилейная медаль «Сорок лет победы в Великой Отечественной войне 1941—1945 гг.»
- юбилейная медаль «Тридцать лет Победы в Великой Отечественной войне 1941—1945 гг.»
- медаль «Двадцать лет победы в Великой Отечественной войне 1941—1945 гг.»
- Почётный гражданин Новосибирска (1983)[11]
- Премия имени А. П. Карпинского АН СССР
- заслуженный деятель науки и техники РСФСР
- заслуженный деятель науки Якутской АССР, Башкирской АССР, Бурятской АССР
- Почётная грамота Президиума Верховного совета Российской Федерации (15.06.1993)[12]
- Почётный нефтяник Миннефтепрома СССР
- Почётный разведчик недр
- Почётный академик РАЕН
- Почётный член Российской экологической академии
- В 2000 году удостоен почётного звания «Гражданин XX века Новосибирской области».

## Память

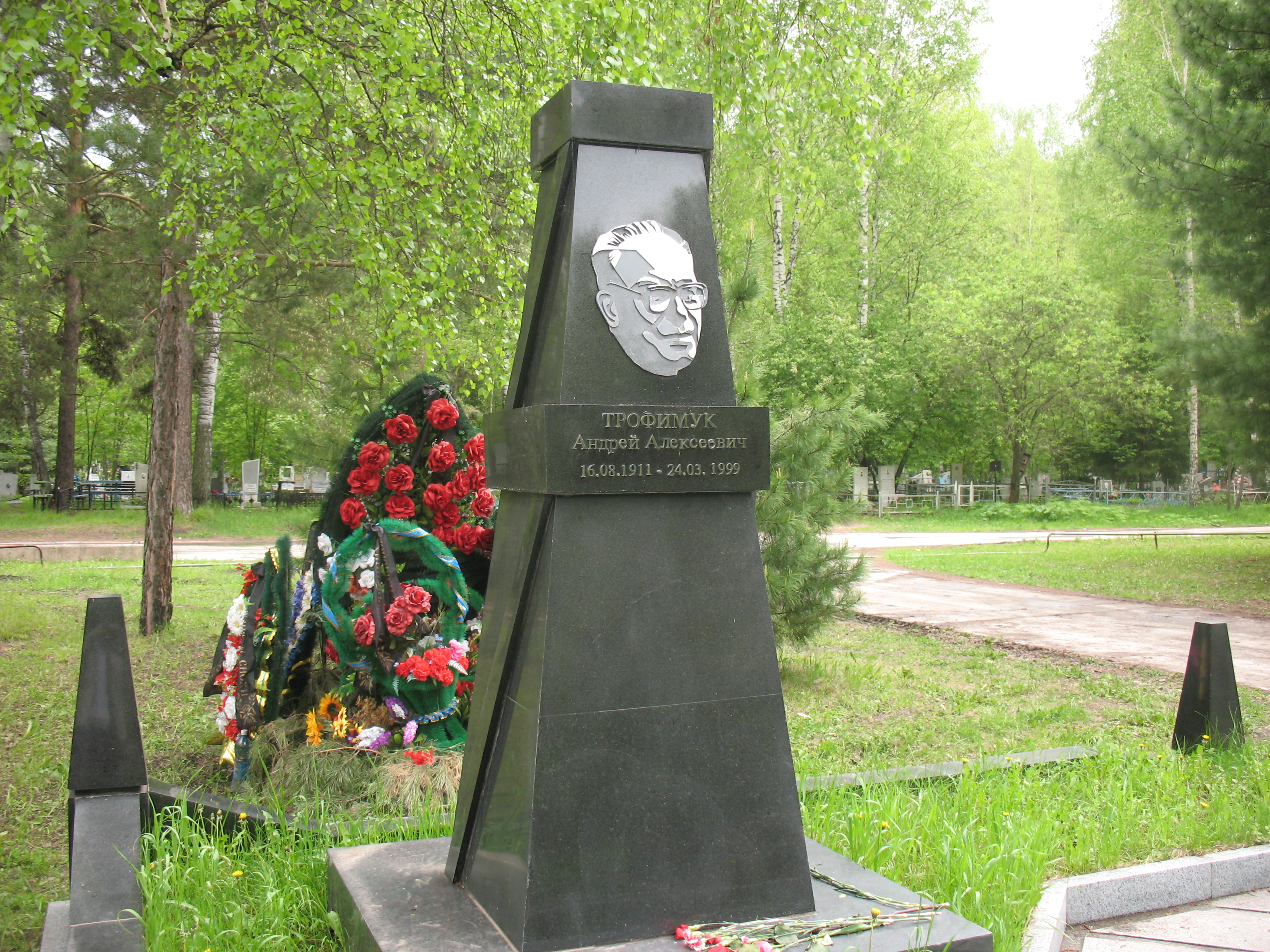
Могила А. А. Трофимука на Южном кладбище Новосибирска

- В честь А. А. Трофимука на здании Объединённого института нефтегазовой геологии и геофизики СО РАН установлена мемориальная доска.
- В 2000 году Объединённому институту геологии, геофизики и минералогии СО РАН присвоено имя А. А. Трофимука.
- В честь него названа улица Академика Трофимука в Новосибирском Академгородке.
- В Новосибирском и Казанском государственных университетах именем А. А. Трофимука названы учебные аудитории.
- Учреждена премия имени А. А. Трофимука молодым учёным СО РАН и премии мэрии Новосибирска для студентов НГУ и Сибирской государственной геодезической академии.
- Трофимуковские чтения[13].